# Ovis nivicola
Mouflon des neiges
Espèce
Statut de conservation UICN

 LC  : Préoccupation mineure
Répartition géographique
Le mouflon des neiges (Ovis nivicola) est une espèce de mouflons, c'est un mammifère de la famille des Bovidés, et de la sous-famille des Caprinés. Il vit dans les reliefs du Nord et de l'Est de la Sibérie. On le trouve notamment dans les monts Poutorana, de la Léna à la Tchoukotka, au Kamtchatka et dans les monts Iablonovy et Stanovoï.
Il fait partie du groupe des pachycères sibériens et nord-américains, avec le mouflon de Dall (Ovis dalli) et le mouflon canadien (Ovis canadensis)[réf. à confirmer].

## Sous-espèces
Ce taxon est admis comme espèce particulière, mais le Caprinae Taxonomy Working Group de 2000 refuse par contre de se prononcer sur les quatre sous-espèces souvent présentées, considérant qu'il ne connaît pas de travaux satisfaisants dans ce domaine.
Les quatre sous-espèces traditionnellement reconnues sont :
- Ovis nivicola nivicola[3] — au Kamtchatka sous les 60º de latitude.
- Ovis nivicola alleni
- Ovis nivicola borealis, (Severtzov, 1873[4]) — le mouflon de Yakoutie (Putorana, Monts Iablonovy, Monts Stanovoï, Monts de Verkhoïansk).
- Ovis nivicola lydekkeri

2 autres sous-espèces moins reconnus :
- Ovis nivicola kodarensis, (Medvedev, 1994)
- Ovis nivicola koriakorum, (Tschernyavsky, 1962) — le mouflon Koryak (Tchoukotka et Koryakia).